# San Quirico de Besora
San Quirico de Besora (en catalán y oficialmente, Sant Quirze de Besora) es un municipio de Cataluña, España. Se encuentra en a la provincia de Barcelona, y desde el año 1989 en la comarca de Osona,  en el límite con la del Ripollés, en la subcomarca del Bisaura y a orillas del río Ter. Su escudo representa dos palmas de oro, típico de la localidad, es la población más grande de la subcomarca del Bisaura, con una población que supera los 2100 habitantes. La cima más alta de San Quirico de Besora se encuentra a 742 m s. n. m., que es el Puig Bufí.
Celebra su fiesta mayor del día 16 al 19 de junio.

## Demografía
El municipio cuenta con una población de 2127 habitantes (INE 2024).
| Gráfica de evolución demográfica de San Quirico de Besora entre 1842 y 2021 |
| |
| Población de derecho según los censos de población del INE. Población de hecho según los censos de población del INE.En este censo se denominaba San Quirico de Besora y Montesquiu: 1842. En estos censos se denominaba San Quirico de Besora: 1857, 1860, 1877, 1887, 1897, 1900, 1910, 1920, 1930, 1940, 1950, 1960, 1970 y 1981. Entre el censo de 1940 y el anterior, disminuye el término del municipio porque independiza a Montesquíu. |

| 1900 | 1930 | 1950 | 1970 | 1981 | 1986 | 2006 | 2016 | 2019 |
| ---- | ---- | ---- | ---- | ---- | ---- | ---- | ---- | ---- |
| 2207 | 3034 | 1886 | 2033 | 2074 | 2017 | 2069 | 2132 | 2167 |

## Comunicaciones
Está situado junto a la autovía C-17, de Barcelona a Ripoll. Tiene una estación ferroviaria que pertenece a la línea Barcelona-Ripoll.
Se sitúa a 20 km de Vic, a 80 de Barcelona y a 50 de Francia.

## Economía
Agricultura, ganadería e industria. Desde el año 1800 es tradicional la elaboración de ratafía.

## Historia
La iglesia de San Quirico aparece documentada por primera vez en el año 898 cuando fue donada al monasterio de San Juan de las Abadesas por el conde Wifredo el Velloso. La iglesia fue reconstruida en el siglo XVIII y saqueada durante la tercera guerra carlista. A partir de mediados del siglo XIX se inició el proceso de industrialización aprovechando el agua del río como fuerza motriz para la maquinaria textil.
El puente de San Quirico de Besora aparece documentado por primera vez en el año 1516, fue destruido durante la guerra civil española y posteriormente reconstruido entre 1940 y 1945. Posteriormente fue reformado en 2008 y 2014.

## Lugares de interés
- Iglesia de San Quirico, del siglo XVIII.
- Capella de Montserrat.
- Destil·leries Bosch.
- Font de l'Espadaler.
- Plaça Bisaura.
- Parc del Ter.
- Acampades el Solà.

## Personajes célebres
- Carme Martí Riera (1872-1949), creadora del sistema de confección Martí.
- Don Alejandro Martínez Blas, maestro de los años 50.
- Montse Pratdesaba (Big Mama)

## Curiosidades
Durante la guerra civil recibió el nombre de Bisaura de Ter.